# دانيال ليو (لاعب اتحاد الرغبي)
دانيال ليو (بالإنجليزية: Daniel Leo) هو لاعب اتحاد الرغبي نيوزيلندي، ولد في 2 أكتوبر 1982 في بالميرستون نورث في نيوزيلندا.

## وصلات خارجية
- دانيال ليو على موقع دوري الرغبي الممتاز (الإنجليزية)
- دانيال ليو عل موقع إسبنسكروم (الإنجليزية)
- دانيال ليو على موقع ItsRugby.co.uk (الإنجليزية)